# Iljaševci
Iljaševci so obcestno razloženo naselje v Občini Križevci ob cesti Ljutomer-Radenci.
Simbol vasi je predenje časa. V vasi so trije zaselki: Rožič, Finedika in Gradec. Večina ljudi se ukvarja s kmetijstvom.